# Olga Mesa
Olga Mesa (Avilés, Asturias, 1962) es una coreógrafa multidisciplinar española, vive y trabaja en Estrasburgo (Francia), en cuyo país  ha desarrollado sus principales trabajos.  

## Trayectoria profesional
Bachelor in Arquitecture Designe en la  Rhode Island School of Design, y un Master Degre en Harvard Graduate School of Design. en el año 2015.
Trabaja de  Assistant Professor en la Roger Williams University, donde enseña diseño y representación digital en el departamento de Arquitectura de esta universidad.
Gran parte de sus obras las ha realizado en tandem junto al artista Francisco Ruiz Infante. 
Se trasladó a Nueva York en el año 1984, donde produjo sus primeras coreografías breves, en el año 1994 estrenó en Madrid su primer espectáculo completo, con el título Lugares intermedios. Su incorporación de lenguajes multimedia ampliaron su colaboración interdisciplinar, entre sus primeras obras se destacan estO NO eS Mi CuerpO  en el año 1995 dentro del programa Madrid en danza. Otra creación de relevancia de los noventa fue su obra  solo acompañado presentado en Vitoria dentro del programa Fuera de campo.  Su obra fue evolucionando hacia una preocupación por la mirada y la observación, marcada por su amor al cine, idesarrollándolo en los espacios blancos. Las obras del final de la década de los años 90 y principio del 2000 datan sus producciones Daisy Planet  en 2000, Más público, más privado en 2001 y Suite au dernier mot (au fond tout est surface),  2003. Fue artista residente en Pôle Sud. 
En el año 2021,  Barcelona dedica un ciclo de un mes en reconocimiento a su trayectoria, en el Mercat de les Flors de Barcelona, en colaboración con el Museo de Arte Contemporáneo, MACBA